# Nürnberg
Nürnberg (majnskofrankovsko Nämberch, zastarelo slovensko Norimberk) je mesto ob reki Pegnitz in kanalu Ren–Majna–Donava v nemški deželi Bavarski v upravnem območju Srednja Frankovska, približno 170 km severno od Münchna. Je drugo največje mesto na Bavarskem (za Münchnom) in največje na Frankovskem (nemško Franken). Ima okoli 510.000 prebivalcev (2021), kar ga uvršča med 14 največjih mest Nemčije. Urbano območje Nürnberga, ki vključuje sosednja mesta Fürth, Erlangen in Schwabach ima okoli 800.000 prebivalcev, z bližnjo okolico 1,4 milijona, širše metropolitansko območje pa šteje kar 3,6 milijona ljudi.
V mestu je univerza, ki ima sicer primarni sedež v Erlangnu in se danes imenuje Friedrich-Alexander-Universität Erlangen-Nürnberg, kakor tudi Technische Hochschule Nürnberg Georg Simon Ohm ter glasbena akademija Hochschule für Musik Nürnberg.

## Zgodovina

### Začetki mesta
Prvi sledovi naselja v bližini današnjega glavnega trga so datirani v leto 850. Ne vemo pa, kdaj je bilo mesto ustanovljeno. Začetki segajo v 11. stoletje, ko so v letih 1000–1040 nastajale mnoge ceste na mejah med Saško, Bavarsko, vzhodno Frankovsko in Češko. Tu je več zgodnjih središč poselitve, verjetno tudi kraljeva dvora okoli svetega Egidija in Jakoba ter območje med cerkvijo svetega Sebalda in gradom. Naselje je bilo v začetku trg.
Nürnberg je bil v dokumentih prvič omenjen leta 1050 kot Nuorenberc, kjer je bil cesarski grad med Vzhodno Frankovsko in bavarsko marko Nordgau, in sicer v tako imenovanem dokumentu Sigena cesarja Henrika III., iz rodbine Salijcev.. Kot cesarsko oporišče je Nürnberški grad (Kaiserburg) kmalu postal pomemben za cesarstvo. Leta 1065 je Henrik IV. mesto in okolico iz državne lastnine (Reichsgut) prenesel s krvnim sodstvom (blutgerichts) nase kot upravno okrožje. Konrad III. (1138–1152) Staufovci)  je podelil novo urejeno grofijo (Burggrafschaft) s sodnimi in upravnimi nalogami grofom Edelfreien iz Raaba (iz Spodnje Avstrije), ki je po izgubi moških potomcev leta 1190/91 prešla v roke Friderika I., Nürnberg - Zollern, zadnjega grofovega sina iz hiše Hohenzollern.

### Srednji vek
Od 1050 do 1571 se je mesto razširilo in postalo pomembnejše zaradi svoje lege ob glavnih trgovskih poteh. Od konca 12. stoletja do medvladja (1254–73) se je moč grofov zmanjšala zaradi cesarjev Hohenstaufen, ki so od 1173/74 prenesli nevojaška pooblastila na kastelane skupaj z mestno upravo, občinskim sodiščem ter cesarskim županom (nemško Reichsschultheiß). V napetih odnosih med grofi in kastelani je s postopnim prenosom pooblastil na slednje v poznem 14. in zgodnjem 15. stoletju končno izbruhnilo sovraštvo, ki je zelo vplivalo na zgodovino mesta.
Nürnberg se pogosto omenja kot "neuradno glavno mesto" Svetega rimskega cesarstva, še posebej zato ker sta parlament (rajhstag) in sodišče delovala na Nürnberškem gradu. Nürnberški parlament je bil pomemben del upravnega ustroja imperija. Vse večje povpraševanje po kraljevem dvoru in večji pomen mesta sta vplivala na razmah trgovine in obrti. Z Velikim osvobodilnim pismom je cesar Friderik II. Nürnbergu leta 1219 podelil status svobodnega cesarskega mesta skupaj z mestnimi pravicami, cesarsko neposrednostjo (Reichsfreiheit), privilegij do kovanja denarja in neodvisno davčno politiko in s tem skoraj v celoti umaknil mesto iz pristojnosti grofov. Nürnberg je skupaj z Augsburgom kmalu postal eden od dveh velikih trgovskih središč na poti iz Italije v severno Evropo.
Leta 1298 so bili Judje v mestu obtoženi oskrunjenja posvečene hostije, zato je bilo 698 ubitih med enim od številnih pokolov Rintfleisch. Za pokolom leta 1298 je bila tudi želja, da se združi severni in južni del mesta, ki ju je delila reka Pegnitz. Judje v nemških deželah so doživeli številne pokole v letih kuge. Leta 1349 so nürnberške Jude ponovno množično preganjali. Bili so zažgani na grmadi ali izgnani. V nekdanji judovski četrti je bila zgrajena tržnica.
Kuga se je vrnila v mesto v letih 1405, 1435, 1437, 1482, 1494, 1520 in 1534.
Največ ugodnosti je Nürnberg dobil v 14. stoletju z zlato bulo Karla IV. leta 1356, poimenovanjem mesta, ko so novoizvoljeni nemški kralji sklicali svoj prvi parlament. Karel je bil zaščitnik Marijine cerkve (Frauenkirche), zgrajene med letoma 1352 in 1362 (arhitekt je bil verjetno Peter Parler), v kateri je cesarski dvor opravljal čaščenje med svojim bivanjem v Nürnbergu. Kraljevska in cesarska povezava sta se okrepili, ko ji je Sigismund Luksemburški podelil cesarske insignije, ki so ostale v Nürnbergu od leta 1423 do leta 1796, ko so prodirajoče francoske čete zahtevale njihovo odstranitev v Regensburg in od tam na Dunaj.
Leta 1349 so se člani cehov neuspešno uprli patricijem v rokodelskem uporu (Handwerkeraufstand), trgovci in nekateri svetniki so jih podprli, kar je povzročilo uvedbo prepovedi kakršne koli samoorganizacije obrtnikov v mestu in odpravo cehov; sindikati so bili razpuščeni in oligarhi so ostali na oblasti, saj je bil Nürnberg svobodno mesto. Karel IV. je dodelil mestu pravico, da samostojno sklepa zavezništva, s čimer je bil politično enakopraven s knezi cesarstva. Pogosti boji z grofi so povzročali trajno škodo pri razvoju mesta. Potem ko je bil leta 1420 grad v požaru uničen, je kot fevd med Friderikom IV. (od leta 1417 grof Brandenburški) in vojvodom Bavarske - Ingolstadta ruševine in pripadajoč gozd kupilo mesto (1427) in s tem postalo samostojno znotraj svojih mej. S temi in drugimi prevzemi si je mesto nabralo veliko ozemlje. Husitske vojne, ponovitev črne smrti leta 1437 in prva vojna mejne grofije so povzročili resen padec prebivalstva sredi 15. stoletja. Na začetku 16. stoletja je mesto vodil Albert IV., vojvoda Bavarske - Münchna, v nasledstveni vojni za Landshut in pridobil precej ozemlja, okoli 64,7 km², tako da je postalo eno največjih cesarskih mest. V srednjem veku je bil Nürnberg kulturno bogat, raznovrsten in vpliven.

### Zgodnja sodobna doba
S kulturnim razcvetom je Nürnberg v 15. in 16. stoletju postal središče nemške renesanse. Leta 1525 je sprejel protestantsko reformacijo in leta 1532 je bil podpisan nürnberški verski mir, s katerim so protestanti dobili pomembne koncesije. Med revolucijo proti Karlu V. leta 1552 je Nürnberg poskušal kupiti svojo nevtralnost, vendar pa je bilo mesto napadeno brez vojne napovedi in bilo prisiljeno v neugoden mir. Z augsburškim verskim mirom je lastnino protestantov potrdil cesar, njihove verske privilegije razširil in potrdil njihovo neodvisnost od škofa iz Bamberga, v 1520-ih pa je bila tudi sprejeta sekularizacija samostanov.
Državne afere v začetku 16. stoletja, razvoj drugih trgovskih poti in okostenelost družbene hierarhije in pravnih struktur so prispevali k zmanjšanju trgovine. Pogosto gostovanje cesarskih, švedskih in vojakov lige, finančni stroški vojne ter ustavitev trgovanja so povzročili nepopravljivo škodo mestu in prepolovitvi prebivalstva. Leta 1632 je mesto, ki so ga zasedle sile Gustava II. Adolfa Švedskega, premagalo vojsko cesarskega generala Albrechta von Wallensteina. Mesto je po vojni nazadovalo in si opomoglo šele v 19. stoletju, ko je postalo industrijsko središče. Po tridesetletni vojni sta zacveteli tudi arhitektura in kultura – sekularna baročna arhitektura kaže razporeditev civilnih vrtov, zgrajenih zunaj mestnega obzidja, v protestantskem mestu so obnovili cerkev svetega Egidija, ki jo je uničil požar na začetku 18. stoletja in pomembno prispeva k baročni cerkveni arhitekturi Srednje Frankovske.
Po tridesetletni vojni je Nürnberg poskušal ostati ločen od zunanjih vplivov, vendar so prispevki, ki sta jih zahtevali avstrijska nasledstvena vojna in sedemletna vojna, omejitev uvoza in izvoza odvzeli mestu številne trge. Bavarski volilni knez Karel Teodor si je prisvojil del zemljišča, ki ga je dobil od mesta v vojni za Landshut z dedovanjem, za katerega je Bavarska ohranila svojo pravico; tudi Prusija je zavzela del ozemlja. Zaradi povzročene šibkosti je mesto zahtevalo, da se je treba vključiti v Prusijo, a je Friderik Viljem II. Pruski to zavrnil, ker se je bal, da bi s tem užalil Avstrijo, Rusijo in Francijo. V parlamentu leta 1803 je bila potrjena neodvisnost Nürnberga, toda ob ustanovitvi renske zveze 12. julija 1806 je bilo dogovorjeno, da se mesto izroči Bavarski 8. septembra, ta pa zagotovi plačilo amortizacije 12,5 milijona guldnov javnega dolga.

### Po veliki francoski vojni
Po padcu Napoleona sta mestna trgovina in obrt oživeli; spretnost njenih prebivalcev in ugodna lega sta kmalu prinesli uspeh, še posebej po tem, ko je bil njen javni dolg priznan kot del bavarskega državnega dolga. Potem ko je bilo mesto vključeno v katoliško državo, je bilo  prisiljeno, da se vzdrži nadaljnjega zapostavljanja katolikov, ki so bili izključeni iz pravic do državljanstva. Katoliški obredi, ki so jih vodili duhovniki tevtonskega reda pogosto z velikimi težavami, so se odvijali v mestu. Ko je leta 1806 njihove posesti zasegla bavarska vlada, so jih dali 1809 Marijini cerkvi; leta 1810 je bila vzpostavljena prva katoliška župnija, ki je imela leta 1818 1010 ljudi.
Leta 1817 je bilo mesto vključeno v okrožje Rezatkreis (imenovano po reki Fränkische Rezat), ki se je  1. januarja 1838 preimenovalo v Srednjo Frankovsko (nemško Mittelfranken). Prva nemška železnica, bavarska Ludwigsbahn, od Nürnberga do bližnjega Fürtha, je bila odprta leta 1835. Ustanovitev železnic in vključitev Bavarske v nemško carinsko unijo (Zollverein) v 19. stoletju sta trgovini in industriji odprli pot do večje blaginje. Leta 1852 je bilo že 53.638 prebivalcev. Nekoliko pozneje je postalo najpomembnejše industrijsko mesto Bavarske in eno najuspešnejših mest v južni Nemčiji. Leta 1905 je skupaj z več predmestji imelo že 291.351 prebivalcev.

### Obdobje nacizma
Nürnberg je imel velik pomen v nacistični Nemčiji. Zaradi pomembnosti mesta v Svetem rimskem cesarstvu in njegovega položaja v središču Nemčije je nacistična stranka izbrala mesto za velike shode svoje stranke – nürnberški mitingi. Zborovanja so bila leta 1927, 1929 in vsako leto od 1933 do 1938. Po vzponu Adolfa Hitlerja na oblast leta 1933 so nürnberški mitingi postali velik nacistični propagandni dogodek, središče nacističnih idealov. Miting je leta 1934 posnela Leni Riefenstahl kot propagandni film, imenovan Triumph des Willens (Triumf volje). Na mitingu leta 1935 je Hitler izrecno odredil sklic rajhstaga v Nürnbergu, da je uveljavil antisemitske nürnberške zakone, ki so preklicali nemško državljanstvo vsem Judom in drugim Nearijcem. Številni prostori so bili zgrajeni izključno za ta namen, nekateri niso bili dokončani. Danes je v mestu še vedno mogoče videti številne primere nacistične arhitekture. Mesto je bil tudi dom nacističnega propagandista Juliusa Streicherja, izdajatelja časopisa Der Stürmer.
Med drugo svetovno vojno je bil Nürnberg sedež XIII. vojaškega okrožja (Wehrkreis) in pomembno mesto za vojaško industrijo, izdelovali so tudi letala, podmornice in motorje za tanke. Tukaj je bila tudi podružnica koncentracijskega taborišča Flossenburg. Razširjeno je bilo suženjsko delo. Mesto je bilo močno poškodovano pri strateškem bombardiranju zavezniških letal od leta 1943 do 1945. 29. marca 1944 je imel RAF svoje najtežje izgube pri bombardiranju Nemčije. Od več kot 700 letal so jih 106 sestrelili ali so padli na poti domov v svoja oporišča, več kot 700 moških so pogrešali, kar 545 je umrlo. Več kot 160 je postalo vojnih ujetnikov. 2. januarja 1945 sta srednjeveško mestno jedro sistematično bombardirali kraljevo vojno letalstvo in vojno letalstvo kopenske vojske Združenih držav Amerike. Približno 90 odstotkov mesta je bilo uničeno v samo eni uri, 1800 prebivalcev ubitih in približno 100.000 razseljenih. Februarja 1945 so bili dodatni napadi.
Nürnberg je bilo močno utrjeno mesto, ki je kapituliralo po hudi bitki, ki je trajala od 17. do 21. aprila 1945, ko so se pehotne divizije borile od hiše do hiše in ulico za ulico, kar je povzročilo dodatno opustošenje že tako uničenih zgradb. Kljub temu hudemu uničenju so mesto po vojni obnovili v približno predvojnem videzu skupaj z nekaterimi srednjeveškimi zgradbami. Več kot polovica zgodovinskega središča in predvsem severovzhodna polovica starega cesarskega svobodnega mesta sta bili izgubljeni za vedno.

### Nürnberški procesi
Med letoma 1945 in 1946 so nemške častnike, ki so sodelovali pri vojnih zločinih in zločinih proti človeštvu, postavili pred mednarodno sodišče in začeli so se nürnberški procesi. Sovjetska zveza je želela, da bi bilo sojenje v Berlinu, vendar je bil izbran Nürnberg zaradi posebnih razlogov:
- v mestu so bili mitingi nacistične stranke, v njem bili sprejeti zakoni, ki so Judom odvzeli državljanstvo. Imelo je simbolen pomen, zaradi česar je kraj nacistične smrti;
- pravosodna palača je bila prostorna in večinoma nepoškodovana (ena redkih, ki je ostala v glavnem nedotaknjena kljub obsežnim bombardiranjem). Že tako veliko sodno dvorano je bilo razmeroma enostavno razširiti z odstranitvijo stene na nasprotnem koncu klopi, s čimer so vključili sosednjo sobo. Velik zapor je tudi del kompleksa;
- kot kompromis je bilo dogovorjeno, da bo Berlin postal stalni sedež Mednarodnega vojaškega sodišča in da bo prvo sojenje (več je bilo načrtovanih) potekalo v Nürnbergu. Zaradi hladne vojne poznejših sojenj ni bilo.

## Geografija
Nürnberg leži na obeh straneh reke Pegnitz, ki teče okoli 80 kilometrov severovzhodno od mesta in prečka urbano območje v dolžini približno 14 kilometrov od vzhoda do zahoda. Na območju starega mestnega jedra so speljani kanali reke. V sosednjem Fürthu Pegnitz in Rednitz tečeta skupaj in sestavljata Regnitz. Še posebej na severu in severozahodu Nürnberga je pokrajina močno spremenjena zaradi naplavin reke Pegnitz. Na severu leži Knoblauchsland, pomembno območje zelenjadarstva. Na jugu, vzhodu in severu mesta se razteza gozd Reichswald.
Podlaga Nürnberga je mehek peščenjak, ki je nastal v poznem triasu. Severovzhodno od Nürnberga je Frankovska Švica (Fränkische Schweiz), nizko gorovje z nadmorsko višino približno 600 metrov.
Mestno območje obsega okoli 186,38 km². Nekaj starih vasi spada v mesto, na primer Grossgründlach, Kraftshof, Thon in Neunhof na severozahodu; Ziegelstein na severovzhodu, Altenfurt in Fischbach na jugovzhodu in Katzwang, Kornburg na jugu. Langwasser je sodobno predmestje.
Nürnberg ima oceansko podnebje (Köppnova podnebna klasifikacija: Cfb), na katero vplivajo celinska lega in višje nadmorske višine, ki povzročajo sezonske razlike, ki spominjajo na celinsko podnebje, čeprav so zime nekoliko milejše. Padavine so enakomerno razporejene v vsem letu, čeprav sta februar in april po navadi malo bolj suha kot julij.

## Gospodarstvo
Nürnberg je za mnoge ljudi je še vedno povezan s tradicionalnimi medenjaki (Lebkuchen), klobasami in ročno izdelanimi igračami. Žepne ure – Nürnberger Ei – so tu nastale v 16. stoletju in so delo Petra Henleina. V 19. stoletju je Nürnberg postal "industrijsko srce" Bavarske s podjetji, kot sta Siemens in MAN. Nürnberg je še vedno pomembno industrijsko središče z močnim položajem na trgih srednje in vzhodne Evrope. Izdelujejo električno opremo, mehanske in optične izdelke, motorna vozila, pripomočke za pisanje in risanje, pisarniški material in tiskovine. Mesto ima močno razvito avtomatizacijo, energijo in medicinsko tehnologijo. Siemens je še vedno največji industrijski delodajalec v regiji Nürnberg, v mestu je tudi dobra tretjina raziskovalnih agencij. Mednarodni sejem igrač je največji te vrste na svetu. Mesto gosti tudi več specializiranih  sejmov visoke tehnologije, ki vsako leto privabljajo strokovnjake z vseh koncev sveta.

## Kultura
Nürnberg je bil že zgodaj središče humanizma, znanosti, tiska in mehanskih izumov. Mesto je veliko prispevalo k znanosti astronomije. Leta 1471 je Johannes Mueller iz Königsberga (Bavarska), imenovan tudi Regiomontan, v Nürnbergu zgradil astronomski observatorij in objavil številne pomembne astronomske karte. Leta 1515 je Albrecht Dürer naredil lesoreze prvih kart zvezd severne in južne poloble, prve tiskane zvezdne karte, ki jih je naročil Johannes Stabius, avstrijski kartograf. Okoli 1515 je Dürer objavil Stabiussche Weltkarte, prvo perspektivno risbo sveta. Morda najslavnejše, glavno delo Nikolaja Kopernika je bilo leta 1543 objavljeno v Nürnbergu.
Tiskarji in založniki imajo dolgo zgodovino v Nürnbergu. Mnogi so sodelovali z znanimi umetniki pri izdelavi knjig, ki so umetniška dela. Leta 1470 je Anton Koberger odprl prvo evropsko tiskarno. Leta 1493 je izšla Schedelsche Weltchronik, Nürnberška kronika, slikovna zgodovina sveta od ustanovitve do danes. Napisana je bila v lokalnem frankovskem narečju. Je delo Hartmanna Schedla in ima ilustracije Michaela Wohlgemutha, Wilhelma Pleydenwurffa in Albrechta Dürerja. Drugi so pospeševali geografsko znanje in potovanja z izdelavo zemljevidov. Pomembnejši med njimi je bil navigator in geograf Martin Behaim, ki je izdelal prvi svetovni globus.
Kiparji kot Veit Stoss, Adam Kraft in Peter Vischer so tudi povezani z Nürnbergom.
Tu je cvetel ceh uspešnih obrtnikov Meistersinger. Najbolj znan član je bil Richard Wagner, znan je tudi Hans Sachs, junak opere Mojstri pevci nürnberški (Die Meistersinger von Nürnberg). Baročni skladatelj Johann Pachelbel se je tukaj rodil in bil organist v cerkvi svetega Sebalda.
Akademija za likovno umetnost v Nürnbergu je najstarejša umetniška akademija v srednji Evropi in ima 350-letno tradicijo umetniškega izobraževanja.
Nürnberg je znan po svojem božičnem sejmu, ki vsako leto pritegne več kot milijon obiskovalcev. Trg je znan po ročno izdelanih okraskih in dobrotah.

### Muzeji
- Germanski narodni muzej (Germanisches Nationalmuseum)
- Hiša Albrechta Dürerja
- Kulturno razstavišče (Kunsthalle Nürnberg)
- Kulturno društvo (Kunstverein Nürnberg)
- Muzej moderne umetnosti (Neues Museum Nürnberg)
- Muzej igrač (Spielzeugmuseum)
- Nürnberški prometni muzej

### Kuhinja
Nürnberg je znan po pečenicah (Bratwurst), pečenih na žaru.
Druga nürnberška posebnost so Nürnberger Lebkuchen – medenjaki, ingverjevo pecivo, ki se je predvsem ob božiču.

## Znamenitosti
- Nürnberški grad je s svojo zgodovino in arhitekturo najpomembnejša utrdba v Evropi: trije gradovi s stolpi nad mestom skupaj z osrednjim gradom, stavbami svobodnega cesarstva na vzhodu in cesarskim gradom na zahodu;
- Bolnišnica svetega Duha (Heilig-Geist-Spital) je na bregu reke Pegnitz. Ustanovljena leta 1332 je bila ena največjih bolnišnic v srednjem veku. Gobavce so umaknili od drugih bolnikov. Zdaj sta v zgradbi dom starejših oseb in restavracija;
- Hauptmarkt – na glavnem trgu je gotska Marijina cerkev (Frauenkirche), slikovit prostor za znameniti božični sejem. Glavna znamenitost na trgu je gotski Schöner Brunnen – lep vodnjak, ki je bil postavljen okoli 1385, nato pa nadomeščen z repliko (izvirnik hranijo v Germanskem narodnem muzeju). Nespremenjen renesančni most Fleischbrücke – mesarski most – prečka Pegnitz v bližini;
- gotska cerkev svetega Lovrenca je na južnem delu obzidanega mesta in je ena najpomembnejših zgradb v mestu. Glavni del je bil zgrajen med letoma 1270 in 1350;
- še zgodnejša in prav tako veličastna je cerkev svetega Sebalda (Sebalduskirche) v severnem delu starega mesta;
- cerkev nekdanjega Katarininega samostana je ohranjen kot ruševina, je kartuzija, vključena v zgradbo Germanskega narodnega muzeja, kor nekdanje frančiškanske cerkve je del sodobne stavbe;
- druge cerkve znotraj mestnega obzidja so: sveti Lovrenc, sveta Klara, sveta Marta, sveti Jakob Veliki, sveti Giles in sveta Elizabeta.
- Germanski narodni muzej (Germanisches Nationalmuseum) je največji nemški muzej kulturne zgodovine, med drugim so njegovi eksponati dela znanih slikarjev, kot so Albrecht Dürer, Rembrandt in Ernst Ludwig Kirchner;
- Muzej moderne in sodobne umetnosti (Neues Museum Nürnberg);
- Walburga in romanska dvojna kapela (kapelica v dveh nadstropjih) sta del gradu;
- srednjeveško pokopališče (Johannisfriedhof) z veliko starih grobov (Albrecht Dürer, Willibald Pirckheimer in drugi). Rochusfriedhof ali Wöhrder Kirchhof je v bližini starega mestnega jedra;
- Verižni most (Kettensteg) je prvi verižni most na evropski celini;
- živalski vrt se razteza na več kot 60 hektarjih v gozdu Nürnberger Reichswald;
- srednjeveška tržnica je znotraj mestnega obzidja, na njej se prodaja obrtniško blago;
- Prometni muzej: muzej državnih železnic (DB Museum), muzej povezav in evropska pot industrijske dediščine (Europäischen Route der Industriekultur);
- območje mitingov nacistične stranke z dokumentacijskim centrom.

- Nürnberg s Spittlertorja
- Cerkev svetega Sebalda in Nürnberški grad pozimi
- Heilig-Geist-Spital (Hospic svetega Duha)
- Pilatushaus z gradom
- Nürnberška poslovna četrt

## Promet
Mesto je križišče številnih avtocest, železnic in vodnih poti, ki so prispevale k naraščajočemu pomenu za trgovanje z Vzhodno Evropo.

## Mednarodne povezave

### Pobratena mesta
Nürnberg je pobraten z mesti:
| - Nica, Francija, od 1954 - Krakov, Poljska, od 1979 - Skopje, Severna Makedonija, od 1982 - Glasgow, Združeno kraljestvo, od 1985 - San Carlos, Nikaragva, od 1985 - Praga, Češka, od 1990 - Harkov, Ukrajina, od 1990 | - Hadera, Izrael, od 1995 - Šendžen, Kitajska, od 1997 - Antalya, Turčija, od 1997 - Kavala, Grčija, od 1998 - Atlanta, Georgia, ZDA, od 1998 - Córdoba, Španija, od 2010 |

### Pridružena mesta
Poleg uradnih je še več mest, s katerimi Nürnberg vzdržuje "dobre odnose":
| - Klausen, Južna Tirolska, Italija, 1970 - Gera, Nemčija, od 1988, ponovno 1997 - Kalkudah, Šrilanka, 2005 | - Verona, Italija, 2006 - Brașov, Romunija, 2006 - Bar, Črna gora, 2006 |

### Sodelovanje
Nürnberg sodeluje z različnimi drugimi mesti na mednarodni ravni, kot sta:
- Bologna, Italija, 2006
- Changping, okrožje Fusui, Kitajska, 2006